# 雷公式
雷公式（らいこうしき）は、式占の一種とされているが、詳しいことはわかっていない。

## 概要
雷公式は太一式、六壬式と合わせて三式と総称される。唐の制度では雷公式は皇帝専用であり、一般での使用は禁止されていた。そのためか資料の散逸が他の式占術よりも早く、これまで名前のみが知られており詳細は不明であった。
しかし近年の西岡芳文の研究により、雷公式が単なる卜占ではなく呪術の側面を有していることがわかってきた。西岡の研究によれば、雷公式では六壬式の式盤を神格化して祭儀を行ったとされる。
なお、雷公式で使用する式盤の制作法や式盤に神を降ろす道教的な修法(醮)に関する文献が『永楽大典』の巻一九七八二に「小法局式」として収録されている。